# American Hi-Fi
American Hi-Fi est un groupe américain de pop punk, originaire de Boston, dans le Massachusetts. Il officie entre power pop et rock.

## Biographie

### Formation et débuts (1998–2003)
American Hi-Fi est à l'origine formé sous le nom de BMX Girl et Stacy Jones change de nom, comme personnellement suggéré par Keith Richards des Rolling Stones.
Le groupe est révélé en 2001 par un premier album éponyme, 'American Hi-Fi, produit par Bob Rock en personne, une pièce qu'on a entendue sur les ondes (notamment Flavor of the Weak). L'album atteint la 81e place du Billboard 200 et la première des Heatseeker. Flavor of the Weak atteint les Hot Modern Rock Tracks, et le Billboard Hot 100, entre autres.
En 2003, le groupe assiste au départ de son batteur, Brian Nolan, les raisons restant assez floues à ce sujet. En février 2003, sort leur deuxième album, The Art of Losing. L'album est 80e au Billboard 200. Il confirme et élargi l'engouement dont le groupe était le centre. Le groupe américain reste cependant assez méconnu en Europe, malgré les tubes que sont devenus The Art of Losing, Flavour of the Weak et Another Perfect Day. The Art of Losing n'atteint pas le succès du premier album, et, de ce fait, le groupe est rapidement renvoyé par leur label, Island Records.

### Hearts on Parade(2004–2006)
En 2005, American Hi-Fi signe avec Maverick Records, une succursale du label Island Records. Maverick aide à promouvoir le groupe avec le single extrait de leur troisième album Hearts on Parade, The Geeks Get the Girls, qui est clippé et publié en février 2005. Après quelques retards, Hearts on Parade sorti le 12 avril 2005 aux États-Unis. Le style tranche radicalement avec le passé du groupe. American Hi-Fi livre ici un son pop rock, plus pop, alors que le premier album était marqué rock américain et le second plutôt punk rock.
En hiver 2005, Playtone Records leur demande de participe à la bande son du film Superman Returns. Une démo, The Rescue, a été enregistrée pour Hearts on Parade, mais non incluse sur l'album. Ils lui envoient The Rescue, qui est sélectionné pour le film.

### Fight the Frequency(2007–2011)

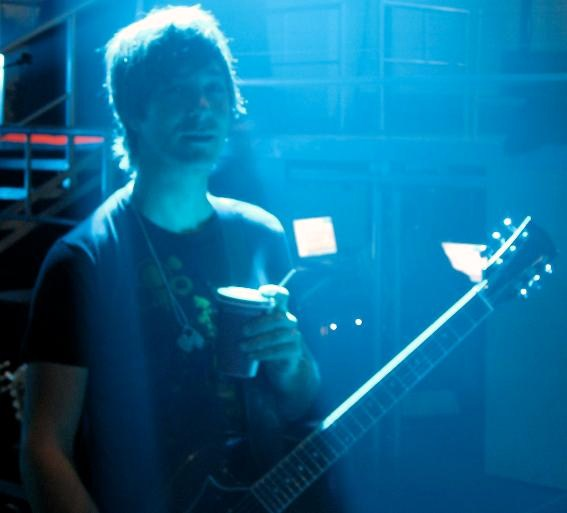
Le guitariste Jamie Arentzen, en décembre 2007.

En avril 2007, American Hi-Fi annonce un quatrième album pour 2007. Peu après, le batteur Brian Nolan les rejoint de nouveau. Le 8 janvier 2008, American Hi-Fi publie de morceaux sur sa page Myspace, qui sont des mixes non terminés pour leur quatrième album. Keep It Like a Secret est la première sortie. Stacy Jones décrit le nouvel album d'« Elliott Smith qui danse avec les Foo Fighters pendant une teuf sauvage avec My Bloody Valentine et Superdrag. »  Le groupe publie aussi huit démos, certains d'entre eux sans ovredubs, dont Fight the Frequency, Frat Chump, Acetate, Bullet, This Is a Low, Recover the Stars, Lost, et Where Love Is a Lie.
Le 4 décembre 2008, Drew Parsons est interviewé concernant leur quatrième album. Parsons parle des difficultés auxquelles lui et son groupe ont dû faire face avec leurs labels; Island Records et Maverick Records. Il explique aussi qu'ils ont signé avec Original Sound Records et que leur album sortira courant avril-mai 2009. L'album, Fight the Frequency, est publié le 17 août 2010.
En juillet 2010, le groupe sort le clip du single Lost et un EP sur iTunes qui comprend quatre morceaux, Lost, This Is a Low, Where Love Is a Lie et A Taste for Crime.

### Blood and Lemonade(2012–2015)
Selon leurs pages Twitter et Facebook, le groupe annonce une suite à l'album Fight the Frequency. Le groupe signe avec le label Goomba Music pour la sortie.
L'enregistrement démarre en février, et les morceaux vocaux sont terminés en mars. L'album est mixé par Paul David Hager. Le 1er août, le groupe annonce une sortie prochaine de l'album et sort le single Killing Time, suivi par un deuxième, intitulé Wake Up en septembre. American Hi-Fi joue un concert à Londres le 7 mai 2014 et annonce le titre de l'album, Blood and Lemonade pour le 19 septembre 2014 au label indépendant Rude Records.
Puis ils participent à la tournée Summerland Tour 2015 avec Everclear, Fuel, et Toadies.

### American Hi-Fi Acoustic(depuis 2016)
En février 2016, le groupe annonce une réédition de son premier album en version acoustique chez Rude Records le 29 avril 2016. Stacy Jones explique ne pas avoir été intéressé par le projet, mais s'y être mis par défi aux Sunset Sounds.

## Membres

### Membres actuels
- Stacy Jones - batterie (depuis 2007), chant, guitare (depuis 1998)
- Jamie Arentzen - guitare, voix (depuis 1998)
- Drew Parsons - basse, voix (depuis 1998)
- Brian Nolan – batterie, percussions, chœurs (1998–2004, depuis 2007)

### Ancien membre
- Jason Sutter - batterie, percussions, chœurs (2004–2007)

## Discographie
- 2001 : American Hi-Fi (Island Records)
- 2002 : Rock N Roll Noodle Shop/Live in Tokyo Japan (Universal Records)
- 2003 : The Art of Losing (Island Records)
- 2005 : Hearts on Parade (Maverick Records)
- 2010 : Fight the Frequency (RED Distribution]
- 2014 : Blood and Lemonade (Rude Records)